# ふじたまみ
ふじた まみ（1989年4月22日 - ）は、日本の女性声優。東京都出身。ケンユウオフィス所属。旧芸名は藤田 麻美（読みは同じ）。

## 略歴
日本ナレーション演技研究所の21期生で、「無料新人育成オーディション」に合格し、特待生に選ばれる。
映像テクノアカデミア、音楽学校メーザー・ハウス卒業。
2013年11月30日をもってアイムエンタープライズを退所。2016年4月1日からケンユウオフィスの預かりになると同時に、「藤田 麻美」から「ふじた まみ」へ改名。

## 人物
趣味は、舞台鑑賞、イラスト、歌唱、バスケットボール、テニス、筋トレ（JHCAフィジカルコンデショナー資格保持）。特技は、パーソナルトレーニング、ピアノ、作詞、作曲、料理。
吹き替えではデビュー当初からチャイナ・アン・マクレーンをほぼ専属で担当している。

## 出演
太字はメインキャラクター。

### テレビアニメ
2008年
- CHAOS;HEAD（女子高生B）
- とらドラ!（光井百合子）

2009年
- けいおん!（2009年 - 2010年、生徒、太田潮） - 2シリーズ

2010年
- はなまる幼稚園（健一、陽翔）
- バカとテストと召喚獣（リコ）
- 伝説の勇者の伝説（娘）

2011年
- ドラゴンクライシス!（子供時代の竜司、担任の先生）
- 聖痕のクェイサーII（女生徒X）
- ロウきゅーぶ!（2011年 - 2013年、和久井） - 2シリーズ
- うさぎドロップ（ウェイトレス）
- 魔乳秘剣帖（長男、手下C）
- 僕は友達が少ない（2011年 - 2013年、女子生徒、少年A、園内放送、弥生） - 2シリーズ
- THE IDOLM@STER（子供B）

2012年
- あの夏で待ってる（子供A）
- クイーンズブレイド リベリオン（女戦士B、子供C）
- TARI TARI（子供A、新田果南）
- アイカツ!（近藤真子）

2013年
- 名探偵コナン（2013年 - 2021年、西村亮佑、永畠愛由）
- 探検ドリランド -1000年の真宝-（子供）
- 俺の妹がこんなに可愛いわけがない。（高坂京介〈幼少期〉）
- とある科学の超電磁砲S（女子生徒）
- 翠星のガルガンティア（子供A）
- ハイスクールD×D NEW（魔術師）
- リトルバスターズ! 〜Refrain〜（子供B）

2016年
- 双星の陰陽師（杏るり）
- 斉木楠雄のΨ難（女子生徒D）

2017年
- クレヨンしんちゃん（女子大生）

2018年
- からくりサーカス（CA）

2019年
- 新幹線変形ロボ シンカリオン（高崎ハルナ）
- ドラえもん（テレビ朝日版第2期）（2019年 - 2025年、女の子たち、クラスメイト、子ども、赤ちゃん）
- かつて神だった獣たちへ（娼婦A）
- パズドラ（2019年 - 2024年、龍一〈幼少〉）

2020年
- うちタマ?! 〜うちのタマ知りませんか?〜（おばさん）
- 織田シナモン信長（女性）
- マギアレコード 魔法少女まどか☆マギカ外伝（女子中学生）
- 俺の指で乱れろ。〜閉店後二人きりのサロンで…〜（女性客、同僚の女、メガネ） - 通常版
- のりものまん モービルランドのカークン（2020年 - 2022年、エバ先生）

2021年
- 回復術士のやり直し（ブレイド）
- 忍たま乱太郎（2021年 - 2022年、ドクたま、忍たま）
- すばらしきこのせかい The Animation（ナオ、女性）
- TSUKIPRO THE ANIMATION 2（鶴姫）
- キングダム（若い羌明、幽族E）
- マブラヴ オルタネイティヴ（嫌味な女衛士）
- takt op.Destiny（女性情報官、市民）

2022年
- ルパン三世 PART6（チビッ子C、赤ん坊）
- それいけ!アンパンマン（キー子）
- RPG不動産（神様）
- 乙女ゲー世界はモブに厳しい世界です（女子）

2023年
- アイドルマスター シンデレラガールズ U149（小春の母）
- ライアー・ライアー（店主）
- AIの遺電子（マリ）

2024年
- 烏は主を選ばない（赤ん坊）
- ラーメン赤猫（赤ちゃん）

2025年
- トリリオンゲーム（新入社員）
- Übel Blatt〜ユーベルブラット〜（亜人騎士、亜人の少女）
- ボールパークでつかまえて!（ミクの母）
- 謎解きはディナーのあとで（リポーター、前田敏明〈幼少期〉、招待客）
- 神統記（テオゴニア）（ラグ村女性、コロル族、コロル族女性）

### 劇場アニメ
- 超劇場版ケロロ軍曹 誕生!究極ケロロ 奇跡の時空島であります!!（2010年）
- しらんぷり（2012年、ヨッチン[19]）
- 甲鉄城のカバネリ 海門決戦（2019年、ササラ）
- 竜とそばかすの姫（2021年）
- 金の国 水の国（2023年、マルジャーナ）
- 映画しまじろう ミラクルじまのなないろカーネーション（2024年、ボッチ）

### OVA
- ノラゲキ!（2011年、子供達）
- To LOVEる -とらぶる- ダークネス（2012年、男子） - コミックス第6巻限定版
- 銀魂° 愛染香篇 後編（2016年、遊女B） - コミックス第66巻DVD同梱版

### Webアニメ
- ホイッスル!（ボイスリメイク版）（2016年、小学生）
- 銃娘:ガンガール（2017年、ササ[20]）
- Plott
  - 太鼓の達人 アニメば〜じょん！（2021年 - 、シド[21]、レミ）
  - 混血のカレコレ（2022年、シド）
- LUPIN ZERO（2022年、幼児A）
- LUPIN THE IIIRD 銭形と2人のルパン（2025年、少女オルガ）

### ゲーム
2006年
- etude prologue 〜揺れ動く心のかたち〜（真田学士）

2009年
- KILLZVALD 〜最後の人間〜（月人サジタリアス）

2010年
- 魔法使いとご主人様（ハニー）
- 超次元ゲイム ネプテューヌ（シアン）

2011年
- ガチトラ! 〜暴れん坊教師 in High School〜（女性レポーター）
- ましろ色シンフォニー *mutsu-no-hana（乾理央）
- ロウきゅーぶ!（2011年 - 2014年、和久井） - 3作品

2012年
- 恋と選挙とチョコレート ポータブル（にい）

2017年
- 謀りの姫（楊玉環 他）
- 天歌統一ぷろじぇくと（高坂昌信、宇佐美定満）
- ワールド オブ ファイナルファンタジー（イフチー）

2018年
- 言な絶えそね-行田創生RPG-（甲斐姫）
- ウチの姫さまがいちばんカワイイ（ホルス）

2019年
- モンスターストライク（2019年 - 2023年、那由他、ニーチェ）
- 侍魂オンライン-朧月伝-（チャムチャム、奈々）
- 元気封神（神農、魔礼寿）
- CocoPPa Dolls（ゾーイ）

2020年
- ドラゴンクエストX いばらの巫女と滅びの神 オンライン（子供ユシュカ）
- 蒼藍の誓い ブルーオース（寧海、ロドニー）
- 私立オセロニア学園 修学旅行（リティス）
- デュエル・マスターズ プレイス（五元の精霊プラチナム、栄華の精霊メルセウス、ホルルン、解体人形ジェニー）

2021年
- ガールズXバトル2（ビビアン）
- 戦刃アレスタ（功刃ユリ）
- 戦場のフーガ2（バニラ・マスカット）
- The GOOD LIFE（コルタナ）

2023年
- ファイナルファンタジーXVI
- 超探偵事件簿 レインコード（シスター）
- 桜花の季 稲荷原流香は 七不思議 あかずの部室 解き明かす（彩音緑）
- 帰ってきた 名探偵ピカチュウ
- 異世界のパパ（モモ）
- エターナルリターン（士官候補生ジャッキー）
- HAPPY SAIN† SHEOL〜亡者少女マヤ〜（クリオネ）

2024年
- ドラゴンクエストX 未来への扉とまどろみの少女 オンライン（オネット、チュピちゃん、アーティファ、マルド）
- 百英雄伝 (シュクシーン）
- モンソニ!（那由他）
- カルドアンシェル（カナリー・ネープルス、ローザ、クレオパトラ）

2025年
- マーベル・ライバルズ（ギャラクタ）

### ドラマCD
2009年
- 東海道HISAME〜陽炎〜 千子村正編（幼少時代の紫苑）
- 別れる2人の愛の劇場。（ファン）

2010年
- 家族ゲーム（温水由寿）

2011年
- あなたのためならどこまでも（女房）

2012年
- えんどうくんの観察日記（千葉）
- ZONE-00 劇-III section ANGEL（女子生徒）

2019年
- 愛したがりWダーリン（伊代・子供時代）

2021年
- ツキウタ。 キャラクターCD 3rdシーズン12 天童院 椿「月凍詩篇-或る羊飼いのウタ-」（久宝瑠璃）

### 吹き替え

#### 担当女優
チャイナ・アン・マクレーン
- ウェイバリー通りのウィザードたち（ティーナ）
- カンペキ・ボーイ（ギャビー・ハリソン）
- シークレット・アイドル ハンナ・モンタナ シーズン3 #8（イザベル）
- ジョナス in L.A.（キアラ・タイシャンナ）
- 天才学級アント・ファーム（チャイナ・パークス）
- ディセンダント2（ウーマ）
  - ディセンダント ショート・ストーリー/アンダー・ザ・シー
  - ディセンダント ロイヤルウェディング
  - ディセンダント3
  - ディセンダント4 ライズ・オブ・レッド

- ティーン・スパイ K.C.（エージェント・シーナ）

#### 映画
2010年
- お兄ちゃんはデンマザー（レイチェル）

2012年
- ドリームハウス（トリッシュ・エイテンテン）

2015年
- ブレイン・ゲーム（エマ・クランシー）

2016年
- サンダーハウスルール（スティアフォース） - Netflix版

2017年
- アメイジング・ジャーニー 神の小屋より（ミッシー・フィリップス）
- エターナル（ルーシー / エミリー）
- エブリバディ・ウォンツ・サム!! 世界はボクらの手の中に（リンジー）
- シン・アルマゲドン（アンドリュー・カーターズ・ゾーイ）
- 封神伝奇 バトル・オブ・ゴッド（小エビ）
- マザーズ・デイ（マイキー）
- マッドバウンド 哀しき友情
- もっと猟奇的な彼女（子供のキョヌ）
- ラ・ラ・ランド（ミアの娘）
- われらが背きし者（イリーナ、カーチャ）

2018年
- あなたの旅立ち、綴ります（ブレンダ）
- ブラックパンサー
- ブリムストーン（ジョアナ〈エミリア・ジョーンズ〉）
- 僕のワンダフルライフ（ウィル）
- ママたちのパーティーナイト（アメリア）

2019年
- アザーフッド 私の人生
- それだけが、僕の世界（スジョン〈チェ・リ〉）
- チャイルド・プレイ（ファリン〈ビアトリス・キットソス〉）
- デイブレイク（KJ）
- ベルベット・バズソー: 血塗られたギャラリー（ココ〈ナタリア・ダイアー〉）
- ロケットマン（エルトン・ジョン〈幼少期〉）

2020年
- ソニック・ザ・ムービー（ジョジョ〈メロディ・ノシフォ・ニーマン〉）
- ローライダー 〜絆をつなぐ改造車〜（クラウディア）

2021年
- アーカイヴ

2022年
- ゴーストバスターズ/アフターライフ（メドジャック〈ステラ・エイクロイド〉）
- ソニック・ザ・ムービー/ソニック VS ナックルズ（ジョジョ〈メロディ・ノシフォ・ニーマン〉）

2024年
- オッペンハイマー（ジャッキー〈エマ・デュモン〉）

#### ドラマ
2012年
- アガサ・クリスティー ミスマープル5 青いゼラニウム

2014年
- シカゴ P.D.（エヴァ）
- BONES シーズン7（ジュリー）

2016年
- グレイズ・アナトミー12 恋の解剖学
- ストレンジャー・シングス（ナンシー〈ナタリア・ダイアー〉）
- マスケティアーズ/三銃士

2017年
- NCIS:ニューオーリンズ シーズン2
- グレイズ・アナトミー13 恋の解剖学
- 師任堂（サイムダン）、色の日記（イ・ウ）
- ジ・アメリカンズ
- 24:レガシー（アミラ・ドゥダエフ〈キャスリン・プレスコット〉）
- ミルドレッドの魔女学校（ビアトリス・"ビー"・バンチ〈イネス・ウィリアムズ〉）

2019年
- エイリアニスト（アリス・リー・ルーズベルト）
- CITY ON A HILL/罪におぼれた街（コリー）
- BULL / ブル3 法廷を操る男
- プルーブン・イノセント 冤罪弁護士（ヘザー〈ケイトリン・メーナー〉）

2020年
- マリブレスキューチーム ネクストウェーブ（サーシャ）
- ブラックライトニング シーズン3（シャロン 他）

2021年
- ラブアイランドUSA 水着で恋するフィジー編（キーラ・グリーン）
- ベイカー街探偵団
- HOMELAND シーズン7

2022年
- マーダーズ・イン・ビルディング

2024年
- ハードボール〜マイキーは転校生〜（ベアトリス〈ジュリア・サヴェージ〉）
- マイ・レディ・ジェーン（スザンナ〈マイレッド・タイヤーズ〉）

#### アニメ
- ザ・シンプソンズ（ロッド・フランダース〈2代目〉）
- スポンジ・ボブ（シトシト）
- すすめ!オクトノーツ（2010年、ジュリー）
- ドックはおもちゃドクター（2012年、ティーシャ） - オープニングテーマも担当
- きんきゅうしゅつどう隊 OSO（2013年、ライアン、ヘイリー、ヴァレンティーナ、サラ、リーア 他）
- アドベンチャー・タイム（2014年、子供）
- ちいさなプリンセス ソフィア（2015年、ルシンダ[40]）
- パグ・パグ・アドベンチャー（2017年、クロエ）
- ボージャック・ホースマン（2017年、ルーシー）
- ガーディアンズ・オブ・ギャラクシー（2018年、ケイリン）
- ねこのピート（2018年、キャリー）
- バーフバリ 失われた伝説（2018年、ヤマグニ[41]）
- バービードリームハウスアドベンチャー（2018年、テレサ）
- モンスター・ハイシリーズ -Netflix版（2019年、ロベッカ）
- ピンキーマリンキー（2019年、スージー、ジーク）
- スーパーウィングス（2019年、ジェローム[42]）
- バンジのにゃむにゃむ日記（2018年、パンソラ[43]）
- キャプテン・プードル（2020年、フレディ〈幼少期〉、トゥイッチー）
- ラスト・キッズ・オン・アース（2020年、ジューン）
- フィアレス 〜スーパー・ベイビーズに立ち向かえ!〜（2020年）
- モータウンの魔法（2020年）
- エル・デフォ（2022年、ローラ）
- デッド・エンド:ようこそ!オカルト遊園地へ（2022年、ノーマ・カーン）
- ブレーブ・バニーズ（2022年、バオ）
- クズ悪役の自己救済システム（2023年、秦婉約）
- パップストラクション（2023年、ペドロ）
- ミュータント・タートルズ：ミュータント・パニック!（2023年）
- キラキラ キャッチ!ティニピン（2024年、バレエピン）

#### その他
- オン・ポワント〜若きバレエダンサーたち（ブランドン）
- ボディーコーチ 〜ジョーの変身メソッド〜（ハンナ）
- ドリームホーム 〜模様替え大作戦!〜（アイビー）

### ボイスオーバー
- 奇跡体験!アンビリバボー（フジテレビ）
- 地球ドラマチック（NHK総合）

### ナレーション
- ロンブー淳のスマホ旅（東海テレビ） - 副音声ナレーション

### その他コンテンツ
- パチンコ・パチスロ 乙女魂〜光と無月〜（今里カンナ）
- サウンドノベル 宿守使いレイムルフォン（2011年、妖精 / トランシエル）
- ときドキ時計（2012年、八丈ゆかり〈魔法少女〉）
- シンデレラブレイド2（2014年、ジュピー）
- ふつうな僕らの ボイスコミック（2019年、花川椿）

## ディスコグラフィティ

### キャラクターソング
| 発売日         | 商品名                                                  | 歌                                     | 楽曲                         | 備考                                          |
| -------------- | ------------------------------------------------------- | -------------------------------------- | ---------------------------- | --------------------------------------------- |
| 2023年3月24日  | スキに理由はいらないじゃん！                            | レミ（ふじたまみ）、フア（永井真里子） | スキに理由はいらないじゃん！ | アニメ『太鼓の達人 アニメば〜じょん！』関連曲 |
| 2024年10月24日 | カルドアンシェル パッケージ限定版付属サウンドトラックCD | カナリー・ネープルス（ふじたまみ）     | 爆速ハートビート             | ゲーム『カルドアンシェル』関連曲              |

### シリーズ一覧
1. ↑  第1期（2009年）、第2期『けいおん!!』（2010年）
2. ↑  第1期（2011年）、第2期『SS』（2013年）
3. ↑  第1期（2011年）、第2期『NEXT』（2013年）
4. ↑  『ロウきゅーぶ！』（2011年）、『ひみつのおとしもの』（2013年）、『ないしょのシャッターチャンス』（2014年）